# 町 (單位)
町是日本的尺貫法有關長度（距離）與及面積的單位，為了區分長度和面積單位，分別記作丁（長度）和町步（ちょうぶ，面積） 。作為面積單位，下列為町與其他單位的換算：
- 1町＝0.009917平方公里
- 1町＝9,917平方米